# Nælur
Nælur fue un compilado de música de artistas islandeses de música punk/new wave del período correspondiente a 1979-1983, lanzado en 1998 a través de la discográfica Spor y sólo se limitó a Islandia.

Entre los grupos seleccionados destacan Tappi Tíkarrass, grupo al que pertenecía la cantante Björk en aquel momento, Þeyr, un grupo experimental del rock/post punk, Fræbbblarnir y el rey del punk: Bubbi Morthens.

Nælur está integrado por 18 canciones.

## Lista de canciones
1. Hiroshima (02:38), Utangarðsmenn
2. It's All Planned (03:36), Baraflokkurinn
3. Life Transmission (03:44), Þeyr
4. Ilty Ebni (02:20), Tappi Tíkarrass
5. Æskuminning (02:07), Fræbbblarnir
6. Böring (02:32), Q4U
7. Where Are The Bodies (04:45), Utangarðsmenn
8. Ó, Reykjavík (02:32), Vonbrigði
9. Jón Pönkari (02:31), Bubbi Morthens
10. Talandi Höfuð (03:05), Spilafífl
11. Rúdolf (02:52), Þeyr
12. Matter Of Time (04:36), Baraflokkurinn
13. Stórir Strákar Fá Raflost (02:53), Egó
14. Jón Var Kræfur Karl Og Hraustu ... (03:02), Þursaflokkurinn
15. Bjór (02:16), Fræbbblarnir
16. London (02:10), Tappi Tíkarrass
17. Fljúgum Hærra (03:51), Grýlurnar
18. En (04:50), Þeyr